# Olympische Sommerspiele 2004/Baseball
Bei den XXVIII. Olympischen Spielen 2004 in Athen wurde ein Wettbewerb im Baseball ausgetragen. Austragungsort war das Olympic Baseball Centre.
| Platz | Land       | Spieler |
| ----- | ---------- | --- |
| 1     | Kuba       | Danny Betancourt, Luis Borroto, Frederich Cepeda, Yorelvis Charles, Michel Enríquez, Norberto González, Yulieski Gourriel, Pedro Luis Lazo, Roger Machado, Jonder Martínez, Danny Miranda, Frank Montieth, Vicyohandri Odelin, Adiel Palma, Eduardo Paret, Ariel Pestano, Alexei Ramírez, Eriel Sánchez, Antonio Scull, Carlos Tabares, Yoandri Urgelles, Osmani Urrutia, Manuel Vega, Norge Luis Vera    |
| 2     | Australien | Craig Anderson, Thomas Brice, Adrian Burnside, Gavin Fingleson, Paul Gonzalez, Nick Kimpton, Brendan Kingman, Craig Lewis, Graeme Lloyd, David Nilsson, Trent Oeltjen, Wayne Ough, Chris Oxspring, Brett Roneberg, Ryan Rowland Smith, John Stephens, Phil Stockman, Brett Tamburrino, Richard Thompson, Andrew Utting, Ben Wigmore, Glenn Williams, Jeff Williams, Rodney van Buizen                     |
| 3     | Japan      | Ryōji Aikawa, Yūya Andō, Atsushi Fujimoto, Kōsuke Fukudome, Hirotoshi Ishii, Hisashi Iwakuma, Hitoki Iwase, Kenji Jōjima, Makoto Kaneko, Takuya Kimura, Masahide Kobayashi, Hiroki Kuroda, Daisuke Matsuzaka, Daisuke Miura, Shin’ya Miyamoto, Arihito Muramatsu, Norihiro Nakamuru, Michihiro Ogasawara, Naoyuki Shimizu, Yoshinobu Takahashi, Yoshitomo Tani, Kōji Uehara, Kazuhiro Wada, Tsuyoshi Wada |

## Vorrundenspiele
| Australien – Kuba          |  | 1:4  |
| Japan – Italien            |  | 12:0 |
| Taiwan – Kanada            |  | 0:7  |
| Niederlande – Griechenland |  | 11:0 |
| Taiwan – Australien        |  | 3:0  |
| Italien – Kanada           |  | 3:9  |
| Niederlande – Japan        |  | 3:8  |
| Griechenland – Kuba        |  | 4:5  |
| Kanada – Niederlande       |  | 7:0  |
| Griechenland – Taiwan      |  | 1:7  |
| Australien – Italien       |  | 6:0  |
| Japan – Kuba               |  | 6:3  |
| Italien – Niederlande      |  | 4:10 |
| Australien – Japan         |  | 9:4  |
| Kanada – Griechenland      |  | 2:0  |
| Kuba – Taiwan              |  | 10:2 |
| Italien – Taiwan           |  | 5:4  |
| Kanada – Japan             |  | 1:9  |
| Griechenland – Australien  |  | 6:11 |
| Niederlande – Kuba         |  | 2:9  |
| Taiwan – Japan             |  | 3:4  |
| Kuba – Kanada              |  | 5:2  |
| Australien – Niederlande   |  | 22:2 |
| Griechenland – Italien     |  | 11:7 |
| Taiwan – Niederlande       |  | 5:1  |
| Japan – Griechenland       |  | 6:1  |
| Kuba – Italien             |  | 5:0  |
| Kanada – Australien        |  | 11:0 |

## Finalspiele
| Halbfinal A      |  | Australien – Japan |  | 1:0  |
| Halbfinal B      |  | Kanada – Kuba      |  | 5:8  |
| Spiel um Platz 3 |  | Japan – Kanada     |  | 11:2 |
| Final            |  | Kuba – Australien  |  | 6:2  |